# 2959 Scholl
A 2959 Scholl (ideiglenes jelöléssel 1983 RE2) egy kisbolygó a Naprendszerben. Edward L. G. Bowell fedezte fel 1983. szeptember 4-én.